# Čaj Chua
Čaj Chua (Zhai Hua) (* 1963, město Hu Lu Dao, provincie Liao Ning, Čína) je čínská mistryně bojových umění stylu Shao-lin (a jiných forem wushu), která se v České republice, ale i na Slovensku a v Německu stala (coby osobní žákyně mistra Ču Tchien-cchaj) šiřitelkou stylu Čchen tchaj-ťi čchüan.

## Život
Zhai Hua se narodila jako nejstarší ze tří dětí. Od čtyř let postupně zvládala (vedena svým otcem mistrem Zhai Hong Yin) řadu starých tradičních vnějších i vnitřních stylů a technik bojových umění (neboli wushu) a to nejen ty pěstní (Kai s men, Fan zi quan, Mi lin san shou, Wu Tang Chu tung, Pa kua Pa ti, Chang quan), ale i se ty se zbraněmi (hůl, kopí, šavle, přímý meč, čínské biče a háky). V devíti letech (rok 1972) se umístila na své vůbec první soutěži jako druhá. Dalších soutěží se účastnila v následujících letech (1972 až 1981) a umisťovala se v nich na předních (medailových) místech. Po absolvatoriu vysoké školy (se zaměřením na bojová umění) se Zhai Hua přestěhovala do Singapuru aby zde zastávala funkci hlavního trenéra Singapurské asociace Chin Woo. V Singapuru se Zhai Hua seznámila s mistrem Ču Tchien-cchaj a stala se jeho osobní žákyní. Pod jeho vedením začala studovat Čchen tchaj-ťi čchüan s tím, že ji mistr Ču Tchien-cchaj (pro její všestrannost, trpělivost, ale především didaktické schopnosti) pověřil úkolem šířit dále Čchen tchaj-ťi čchüan. V roce 1996 se Zhai Hua rozhodla rozšířit Tchaj-ťi i za hranice Číny, přicestovala do České republiky a po překonání jazykových a sociálních problémů zde založila Českou atletickou asociaci Chin Woo. Tato asociace se následně z Prahy rozšířila i do Brna, Pelhřimova a také na Slovensko. Mistryne Zhai Hua vedle stylu Shao-lin (a jiných forem wushu) začala v České republice (jako první) vyučovat (formou kurzů pro veřejnost) také styl Čchen tchaj-ťi čchüan. Postupem doby se Zhai Hua stala šiřitelkou Čchen tchaj-ťi čchüan nejen v České republice, ale i na Slovensku a v Německu. V roce 1999 založila Zhai Hua (spolu s Radkem Kolářem) Českou společnost Taijiquan. O dva roky později (2001) byla Ministerstvem školství mládeže a tělesné výchovy České republiky zmocněna udělovat osvědčení o provedeném rekvalifikačním kurzu Cvičitel Taijiquan a Cvičitel Wu-Shu. V současné době (rok 2020) Zhai Hua řídí Českou Asociaci Wu-Shu a je ředitelkou Zhai Hua Wushu Institute.